# Episparis xanthographa
Episparis xanthographa là một loài bướm đêm trong họ Erebidae.